# 121-я улица (линия Джамейка, Би-эм-ти)
|   |   |  |   |   |
| · | · |  | · | · |

|   |   |  |   |   |
| · | · |  | · | · |

«121-я улица» (англ. 121st Street) — станция Нью-Йоркского метрополитена, расположенная на линии Джамейка, Би-эм-ти. Станция находится в Куинсе, в округе Ричмонд-Хилл, на пересечении Джамейки-авеню и 121-й улицы. На станции останавливаются маршруты J (круглосуточно, кроме часов пик в пиковом направлении) и Z (в часы пик в пиковом направлении). Станцию проходит без остановки маршрут J (в часы пик в пиковом направлении).
Станция была открыта 3 июля 1918 года. Она представлена двумя боковыми платформами, расположена на двухпутном участке линии. Между путями есть пространство для третьего пути, который не был проложен. Платформы оборудованы навесом практически по всей своей длине и огорожены высоким бежевым забором.
Станция имеет два выхода. Основной выход расположен около западного конца станции. Он представлен эстакадным мезонином, расположенным под платформами, куда с каждой спускается по одной лестнице. В мезонине располагается турникетный павильон, зал ожидания и переход между платформами противоположных направлений. В город из мезонина ведут две лестницы: к северо-западному и юго-восточному углам перекрёстка Джамейки-авеню и 121-й улицы. Второй выход располагается с восточного конца станции. Раньше он тоже имел мезонин, но ввиду его закрытия этот выход как бы поделён пополам (то есть выходы с каждой платформы независимы друг от друга и никак не пересекаются). Лестницы с обеих платформ ведут сразу в город. Турникетный павильон каждой платформы представлен одним полноростовым турникетом, расположенным на одной из лестничных площадок. Причём турникет северной (на Манхэттен) платформы работает как на вход, так и на выход пассажиров, а турникет южной (на Джамейку) работает только на выход пассажиров.
Эта станция — самая восточная на линии. К востоку от этой станции поезда уходят в тоннель и следуют дальше по линии Арчер-авеню, Би-эм-ти. Эта станция была конечной для поездов во время строительства этой линии в период с 15 апреля 1985 года по 11 декабря 1988 года.
До 15 апреля 1985 года поезда следовали дальше на восток — до станции 168-я улица. Тогда эта станция не была самой восточной на линии, а сама эстакадная линия продолжалась. По новому проекту участок линии к востоку от этой станции был ликвидирован, чтобы освободить место для подключения к тоннелю линии Арчер-авеню, Би-эм-ти. Строительство этого соединения было завершено в ноябре 1987 года, но так как строительство самих тоннелей было ещё не завершено, то станция 121-я улица оставалась конечной. На это время к востоку от станции построили временный перекрёстный съезд, а пути соединения стали использоваться до оборота поездов. Перекрёстный съезд был ликвидирован сразу же после открытия линии Арчер-авеню, Би-эм-ти 11 декабря 1988 года.